# Konžská vlajka

Konžská vlajka
Poměr stran: 2:3

Vlajka Konga byla přijata 15. září 1959 (jiné zdroje uvádějí 18. srpen) a po dočasné změně znovu přijata 10. června 1991.
Vlajka je tvořena šikmým, žlutým pruhem vedeným z první třetiny dolního okraje k poslední třetině horního okraje a rozdělující vlajkový list o poměru stran 2:3 na horní, trojúhelníkové, zelené pole a dolní, také trojúhelníkové, červené pole.
Barvy na vlajce jsou panafrické barvy.

Rozměry konžské vlajky

## Historie
Ještě jako autonomní republika Francouzského společenství zavedlo Kongo vlajku v panafrických barvách. Po levicových převratech v šedesátých letech byla zavedená nová vlajka, jejíž základ tvořil červený list. I ta ale obsahovala panafrické barvy (zelené palmové ratolesti a žlutá motyka, kladivo a hvězda).
Do roku 1991 se Konžská republika nazývala Konžskou lidovou republikou a tomu odpovídala i vlajka o poměru stran 2:3, inspirovaná vlajkou Sovětského svazu. Vlajka byla jasně rudá, v levém horním rohu se nacházel tehdejší státní znak se zkříženou motykou a kladivem pod pěticípou žlutou hvězdou orámovanou dvěma palmovými listy.

Vlajka Konžského království (17. století)
Vlajka Francouzského Konga (do roku 1959 ?) Poměr stran: 2:3
Vlajka Konžské lidové republiky (1970–1991) Poměr stran: 2:3

Současná vlajka Konga byla, po dočasné změně, znovu přijata 10. června 1991. Přijala barvy panafrické jednoty.